# دره نوورا
دره نوورا (به لاتین: Darreh-ye Navora) یک منطقهٔ مسکونی در افغانستان است که در ولایت بامیان واقع شده‌است.